# Phorbanta variabilis
Phorbanta variabilis, conocido también como chinche del calafate, es un insecto de la familia Acanthosomatidae. 
Para la identificación de los estados inmaduros, se deben visibilizar manchas circulares rojas en el pronoto y escutelo.
Se ha visto presente en la Provincia de Magallanes y en la Provincia de Última Esperanza (Faúndez, 2007c) y ejemplares provenientes del norte de la isla de Tierra del Fuego.